# Walk The Sky
Walk The Sky es el sexto álbum de la banda de rock estadounidense Alter Bridge, fue lanzado el 18 de octubre de 2019 por Napalm Records. Fue producido por su antiguo colaborador Michael Baskette, quien ha producido todos los álbumes de la banda desde Blackbird. El primer sencillo del álbum es "Wouldn't You Rather", lanzado el 28 de junio de 2019. Las ilustraciones del álbum están diseñadas por Dan Tremonti, hermano del guitarrista Mark Tremonti. Junto con el anuncio del álbum, la banda se embarco en una gira europea con las bandas Shinedown, Sevendust y Raven Age a fines de 2019, con el fin de promocionarlo.

## Historia
Walk the Sky fue grabado desde principios de marzo hasta mayo de 2019. Este álbum fue grabado de manera diferente al disco anterior de la banda, con el vocalista Myles Kennedy y el guitarrista Mark Tremonti compartiendo sus propias ideas de canciones, que luego se moldearon junto con el bajista Brian Marshall, y después con el baterista Scott Phillips.
"Alguien podría escuchar el disco y no tener idea de lo que estaba destinado, pero para un lote de canciones, aproveché algunos viejos bucles que creé o encontré al azar en internet, y trabajé con ellos en segundo plano para inspirarme a ir a una dirección diferente. Me encantó trabajar así. Nos desafiamos a nosotros mismos a no repetirnos y encontrar nueva inspiración para agregar una capa diferente a lo que hacemos. Es particularmente desafiante cuando has tenido tantos discos, pero cuando le mostré a Myles lo que había hecho, le encantó y estaba a bordo de inmediato", explicó Mark en una entrevista de 2019 con la revista Kerrang.

## Lista de canciones
Todas las canciones escritas por Alter Bridge.

Todas las canciones escritas y compuestas por Alter Bridge. 
| N.º | Título                | Duración |  |
| 1.  | «One Life»            | 1:23     |  |
| 2.  | «Wouldn't You Rather» | 3:51     |  |
| 3.  | «In The Deep»         | 3:50     |  |
| 4.  | «Godspeed»            | 4:16     |  |
| 5.  | «Native Son»          | 4:15     |  |
| 6.  | «Take The Crown»      | 4:47     |  |
| 7.  | «Indoctrination»      | 4:40     |  |
| 8.  | «The Bitter End»      | 3:44     |  |
| 9.  | «Pay No Mind»         | 4:16     |  |
| 10. | «Forever Falling»     | 5:10     |  |
| 11. | «Clear Horizon»       | 4:56     |  |
| 12. | «Walking On The Sky»  | 4:55     |  |
| 13. | «Tear Us Apart»       | 4:31     |  |
| 14. | «Dying Light»         | 5:46     |  |

## Integrantes y grupo técnico
Alter Bridge
- Myles Kennedy – Voz principal, guitarra rítmica y guitarra líder
- Mark Tremonti – Guitarra líder, guitarra rítmica, coros
- Brian Marshall – Bajo
- Scott Phillips – Batería, percusión

Producción
- Michael "Elvis" Baskette - Producción , mezcla , arreglos de cuerda
- Jef Moll - Ingeniería y edición digital
- Brad Blackwood - Masterización
- Daniel Tremonti - Portada

## Crítica y Recepción
El músico y escritor Tommy Marz le dio a Walk The Sky una calificación de 8 sobre 10 en su sitio web de música "Sound Vapors" y escribió: "Es casi como si hubieran tomado las mejores características de sus álbumes anteriores y se hayan enfocado en escribir y grabar un disco potente pero sutil en los lugares correctos".